# Oreochromis mweruensis
Oreochromis mweruensis là một loài cá thuộc họ Cichlidae. Loài này có ở Burundi, Cộng hòa Dân chủ Congo, Rwanda, Tanzania, và Zambia. Các môi trường sống tự nhiên của chúng là sông, hồ nước ngọt, đầm nước ngọt, và tam giác châu nội lục. Nó bị đe dọa do mất nơi sống.